# Neckarsulm
Neckarsulm är en stad i Landkreis Heilbronn i regionen Heilbronn-Franken i Regierungsbezirk Stuttgart i förbundslandet Baden-Württemberg i Tyskland, 
och är en förort till Heilbronn. Folkmängden uppgår till cirka 27 000 invånare, på en yta av 25 kvadratkilometer. I Neckarsulm tillverkas sedan lång tid tillbaka fordon.
Staden ingår i kommunalförbundet Neckarsulml tillsammans med kommunerna Erlenbach och Untereisesheim.

## Näringsliv
Sedan 1880 har fordonstillverkaren NSU och dess efterträdare spelat en viktig roll för ortens näringsliv. NSU övertogs 1969 av Volkswagen AG och slogs samman med dess dotterbolag Audi. Sedan 1970-talet tillverkar Audi flera av sina modeller i Neckarsulm.
I Neckarsulm finns varuhuskedjan Lidls huvudkontor.